# Theodor Schorer

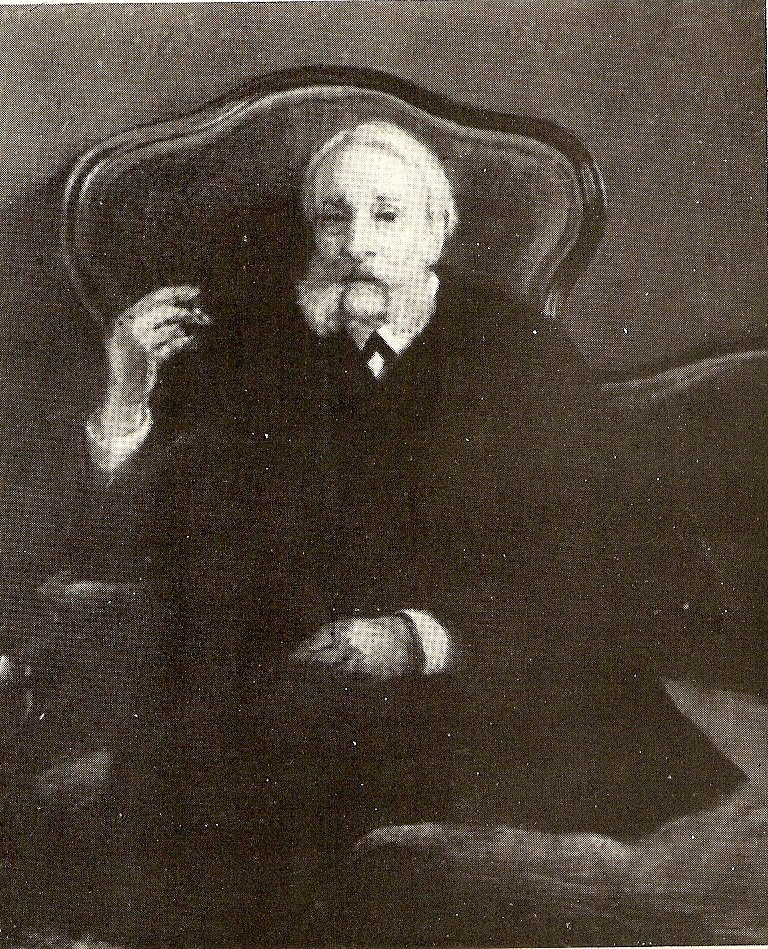
Theodor Schorer

Theodor Schorer (* 5. Juni 1836 in Trittau; † 17. Dezember 1918 in Lübeck) war ein deutscher Apotheker und Politiker.

## Leben
Theodor Schorer stammte aus Trittau. Er hatte in der Apotheke in Segeberg gelernt und ab 1859 an der Universität Kiel studiert. 1861 bestand er seine Prüfung vor dem Schleswig-Holsteinischen Sanitätskollegium und leitete danach selbstständig eine Apotheke in Hamburg. 1861/62 besuchte er erneut die Universität in Kiel, um seine Kenntnisse der Chemie zu vertiefen. 1862 erwarb er die Löwen-Apotheke in Lübeck von dem an Rheuma erkrankten Heinrich Joachim Versmann. Schorer führte die Apotheke von 1862 bis 1892. Er machte sich als Chemiker und als Politiker in der Lübecker Bürgerschaft vor dem Hintergrund der Cholera-Epidemien des 19. Jahrhunderts um die Qualität des Lübecker Trinkwassers verdient. In der Lübecker Bürgerschaft, der er 35 Jahre angehörte, hatte er dreimal das Amt des stellvertretenden Wortführers der Bürgerschaft inne.

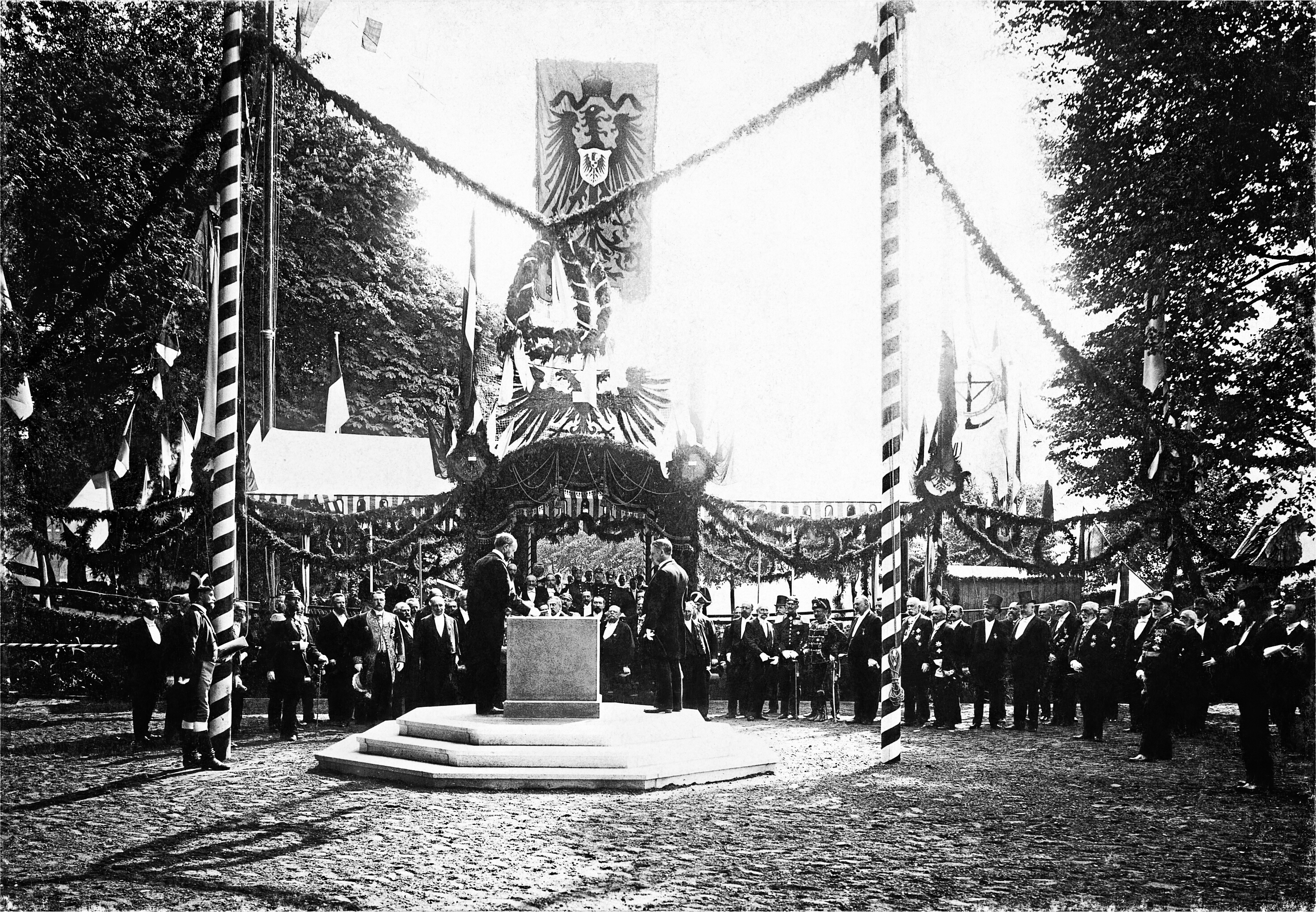
Grundsteinlegung des Elbe-Trave-Kanals

Schorer nahm am 31. Mai 1895 an den Feierlichkeiten zur Grundsteinlegung des Elbe-Trave-Kanals in der Hansestadt teil. Nach den Schlägen mit dem silbernen Hammer durch den Präses der Handelskammer, Hermann Lange, schlug er als Präses der Gewerbekammer mit den Worten „Zu Segen für Industrie und Gewerbe.“, gefolgt von dem Präses des Kanal-Vereins, Hermann Wilhelm Fehling, den Granitstein.
Der Kaiser stiftete im Oktober 1898 die Rote Kreuz-Medaille in drei Klassen.  Aus Anlass seines Geburtstages, 27. Januar, wurde sie an die Lübecker Bürger in 2. Klasse Fräulein Julie Kierulff, Frau Konsul Behncke (geborene Fehling), Frau Oberarzt Türk sowie Herrn Landrichter a. D. Priess und in 3. Klasse an Frau Konsul Possehl, Frau Wichmann, Herrn Rechtsanwalt Priess,  Konsul Rehder, Konsul Marty,  Dr. Hammerich,  Dr. Hofstaetter, Physikus Riedel, Dr. Schorer sowie dem Kaufmann Schetelig verliehen.
Schorer war ein Esperanto-Sprecher und nahm am in der Pfingstwoche 1911 in Lübeck stattfindenden VI. Deutschen Esperanto-Kongress teil.
Seine Töchter, die Ärztin Cornelia Schorer und die Malerin Maria Slavona, machten sich fernab der Pharmazie einen Namen. Nach dem Verkauf der Löwen-Apotheke blieb Schorer als Gerichtschemiker mit eigenem Labor weiter tätig.

### Synagoge
Die am 20. September 1876 niedergesezte aus Theodor Schorer, Heinrich Alphons Plessing, Jac. Ant. Friedr. Grube, Georg Wilhelm Stange und August Sartori bestehende Kommission zur Begutachtung des Senatsantrages, 30.000 ℳ an die israelitische Gemeinde als Beihilfe zum Bau einer Synagoge und Schule zu bewilligen, hat unter dem 18. Oktober einen gedruckten Bericht erstattet und in demselben dem Bürgerausschuss empfohlen, den Senatsantrag abzulehnen.
1. die Kommissionerachtete  es nicht als angemessen, für besondere konfessionelle Schulen einen Staatsbeitrag zu befürworten. Die Notwendigkeit wurde für die israelitische Gemeinde nicht anerkannt.
2. die Kommission hatte sich durch Augenschein davon überzeugt, dass das von der Gemeinde benutzte Lokal in der Wahmstraße für die Bedürfnisse derselben, wenn einige bauliche Veränderungen vorgenommen würden, vollkommen genüge.

Der Raum für dieselben sei hinreichend vorhanden, und die Mittel würden nicht fehlen, wenn die Gemeinde ihr Grundstück in der St.-Annen-Straße veräußerten. Dieses wäre entbehrlich, sobald die Synagoge in der Wahmstraße verbliebe.

## Schriften
- Lübecks Trinkwasser. Lübeck 1877
- Chemische Untersuchungen zur Feststellung des Einflusses der Sielleitungen der Stadt Lübeck auf die umgebenden Gewässer. Lübeck 1883